# Manuel Peñalver
Manuel Peñalver Aniorte (Torrevieja, 10 dicembre 1998) è un ciclista su strada e pistard spagnolo che corre per il Team Polti VisitMalta.

## Palmarès

### Strada
- 2018 (Trevigiani Phonix-Hemus 1896, una vittoria)

7ª tappa Tour of China I (Langshan > Langshan)
- 2025 (Team Polti VisitMalta, una vittoria)

1ª tappa Tour of Qinghai Lake (Xining > Xining)

### Pista
- 2015

Campionati spagnoli, Velocità a squadre Junior (con Alejandro Martínez e Mikel Montoro)
- 2016

Campionati spagnoli, Velocità a squadre Junior (con Alejandro Martínez e Mikel Montoro)

## Piazzamenti

### Grandi Giri
- Vuelta a España

2022: non partito (1ª tappa)

### Competizioni europee
- Campionati europei

Herning 2017 - In linea Under-23: 11º
Alkmaar 2019 - In linea Under-23: ritirato
Monaco di Baviera 2022 - In linea Elite: 70º